# Велика Панасівська вулиця
Велика Панасівська вулиця — вулиця у Холодногірському районі Харкова. Одна з найстаріших і найдовших вулиць міста. Вона починається від Чоботарської вулиці, продовжуючи Дмитрівську вулицю. Велика Панасівська йде на північ, приблизно паралельно річці Лопань майже до межі міста, багато разів змінює напрямок і ширину. Довжина вулиці майже 7 км. Вона проходить міською одно- і багатоповерховою забудовою, зоною промислових підприємств, йде уздовж залізниці в районі станції Харків-Сортувальний, а закінчується плутаниною провулків у приватному секторі.

## Історія й назва
Вулиця виникла наприкінці XVII — поч. XVIII століття як дорога, що зв'язувала Харків зі слободою Панасівка (також Афанасіївка, Опанасівка). Історія назви вулиці доволі складна. До 1921 року Велика Панасівська вулиця простягалась від вулиці Чоботарської до Альбівського провулку. Відрізок вулиці від Альбівського пров. до Лук'янівської вулиці носив назву Великої Цукрозаводської вулиці до 1936 року. Потім відрізок від того ж Альбівського пров. до Олексіївського лугопарку носив назву Цукрозаводської вулиці до 1974 року. Ці окремі відрізки, від Чоботарської вулиці й до лугопарку, поєднали в одну вулицю Котлова, на честь Івана Федоровича Котлова, харківського революціонера-більшовика, робітника вагонних майстерень, одного з організаторів районного комітету РСДРП (б). 3 лютого 2016 року вулиці Котлова згідно із законом про декомунізацію було повернено історичну назву — Велика Панасівська.

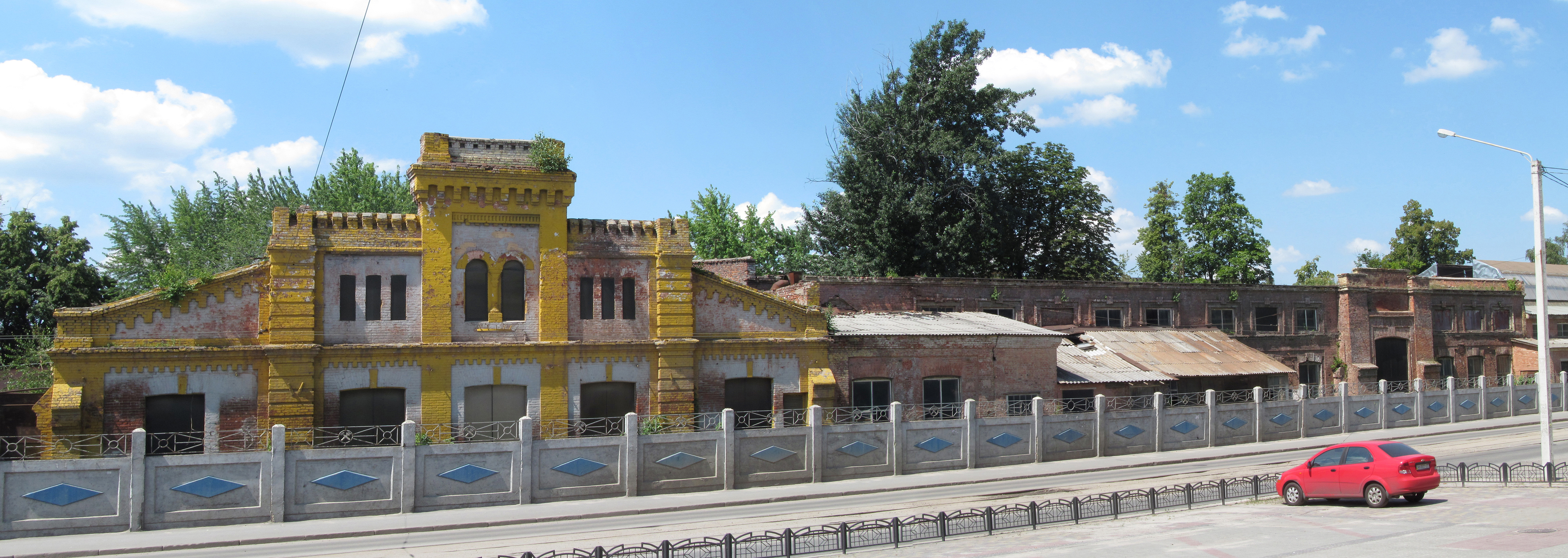
Старі будівлі вагоноремонтних майстерень

Панасівська слобода розташовувалась під Лисою горою, в низині, на правому березі річки Лопань. Слобода, а також і вулиця, при таненні снігу часто затоплювалась «гірською водою» з Лисої гори. Для розбудови Великої Панасівської вулиці велике значення мала Курсько-Харківська залізниця, яка стала до ладу в 1869 році. Для забезпечення її роботи побудували вагоноремонтні майстерні, які були готові вже у 1865 році, і з яких згодом розвинувся Харківський вагонобудівний завод. Завдяки залізниці в цій місцевості були проведені серйозні дренажні роботи, які позбавили Панасівку від підтоплень. Після цього Панасівка почала забудовуватись активніше, але житлові будинки були сільські, під солом'яною стріхою, оскільки дія «Положения об устройстве губернских городов» 1837 року на околиці Харкова не поширювалась.
У 1885 році Велику Панасівську вулицю з'єднали з Лисою Горою залізним мостом, який побудували над залізничними коліями. Оскільки міст проходив Кузинською вулицею, то й названий був Кузинський міст. Наявність залізниці сприяла появі промислових підприємств. Крім вагонних майстерень з'явились горілчаний, пивоварний, плитковий завод та ін.
У 1894 році на Великій Панасівській відкрили другу в місці безкоштовну народну читальню (на перехресті з Різниківським пров., в будинку Єзерського). На поч. XX століття вулицю забрукували. У 1909 році по Великій Панасівській пустили трамвай.
Вулиця і надалі розвивалась завдяки будівництву підприємств. Відкрита у 1915 році протезна майстерня працює і нині як експериментальне протезно-ортопедичне підприємство. Приблизно з 1930 року працює комбікормовий завод, з 1943 — Харківський дослідний завод технологічного оснащення (раніше Механічний завод).

## Значущі політичні події

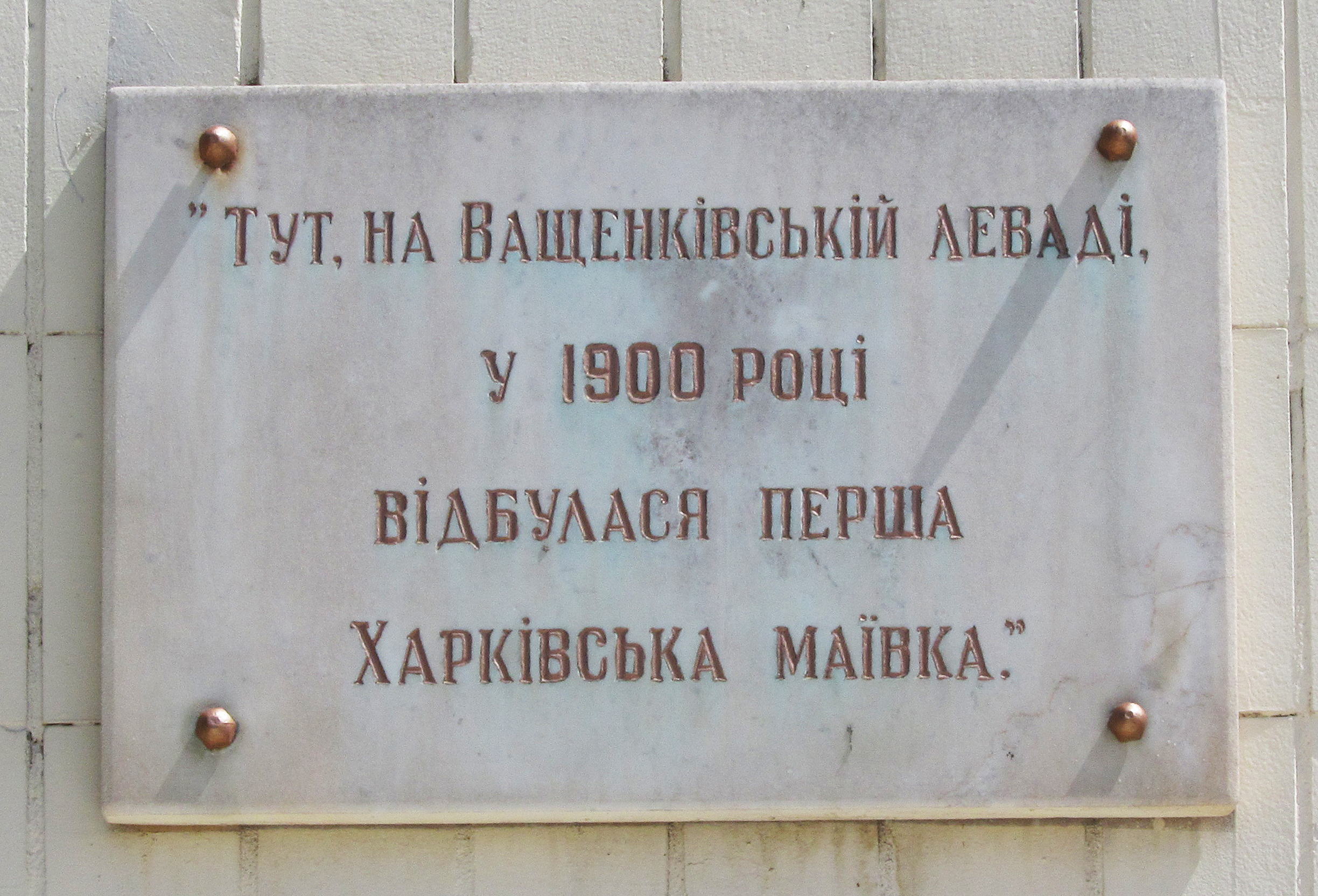
Меморіальна дошка в пам'ять першої маївки

1 травня 1900 року — Перша в Харкові маївка. На Ващенківській леваді (нині на цьому місті спортивний комплекс «Локомотив») зібрався трьохтисячний мітинг робітників району. За кілька тижнів до мітингу на підприємствах Панасівки та Іванівки активісти революційного робітничого гуртка почали розповсюджувати агітаційні матеріали з закликами до страйку. Першотравнева хода робітників супроводжувалась сутичками з військами й поліцією. Мітинг було розігнано, частину учасників заарештували, і наступного дня почався страйк. Влада поступилася вимогам страйкарів і звільнила заарештованих.
10 жовтня 1905 року — Під час загального політичного страйку на тій же Ващенківській леваді відбувся мітинг, на якому були присутні 15 тис. робітників з усього Харкова.
1912 рік — Більшовики спромоглись провести до Державної Думи IV-го скликання свого кандидата від робітничої курії Харкова, робітника-залізничника М. К. Муранова.

## Храми

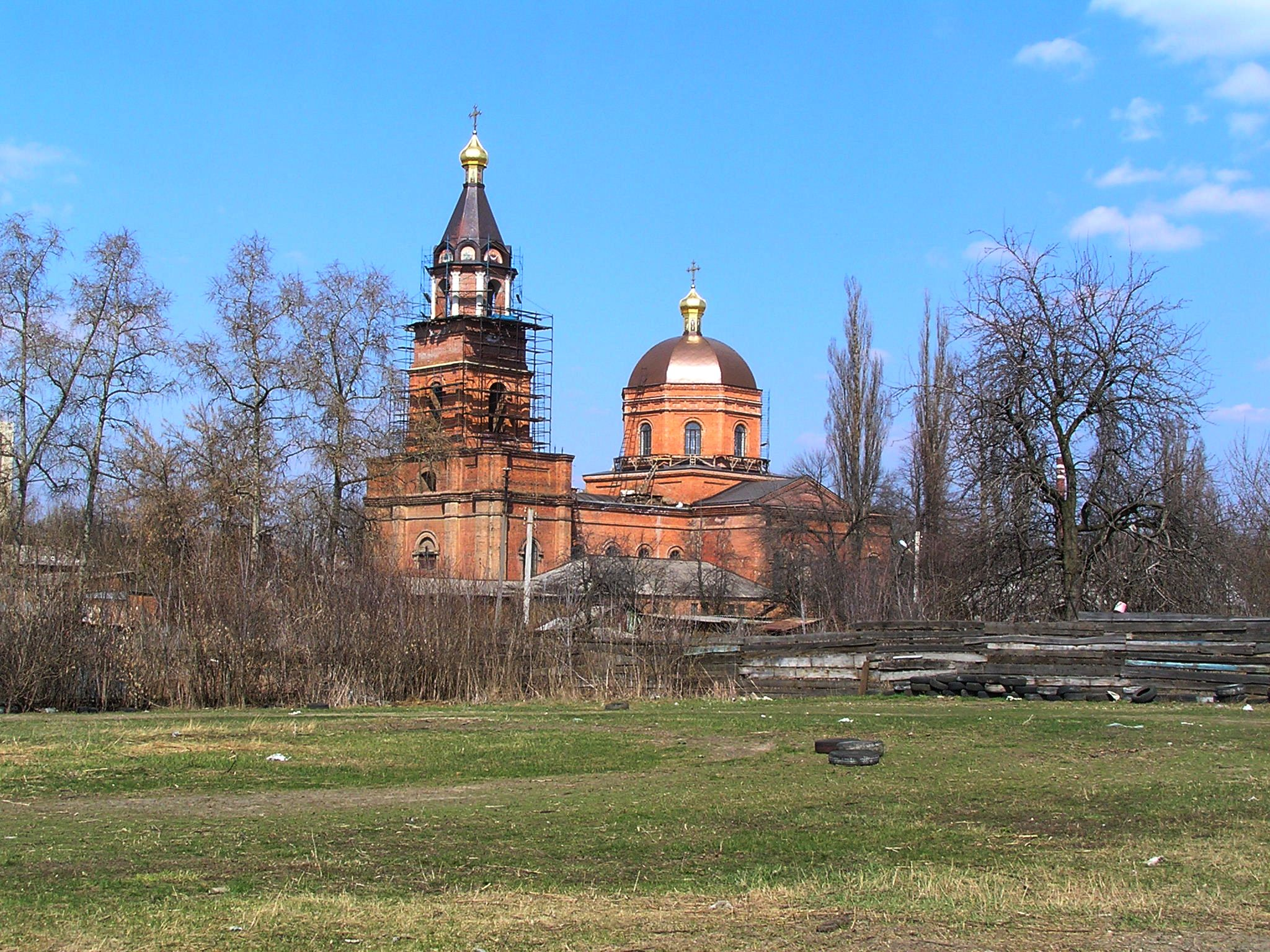
Відновлюваний Храм Іоанна Богослова

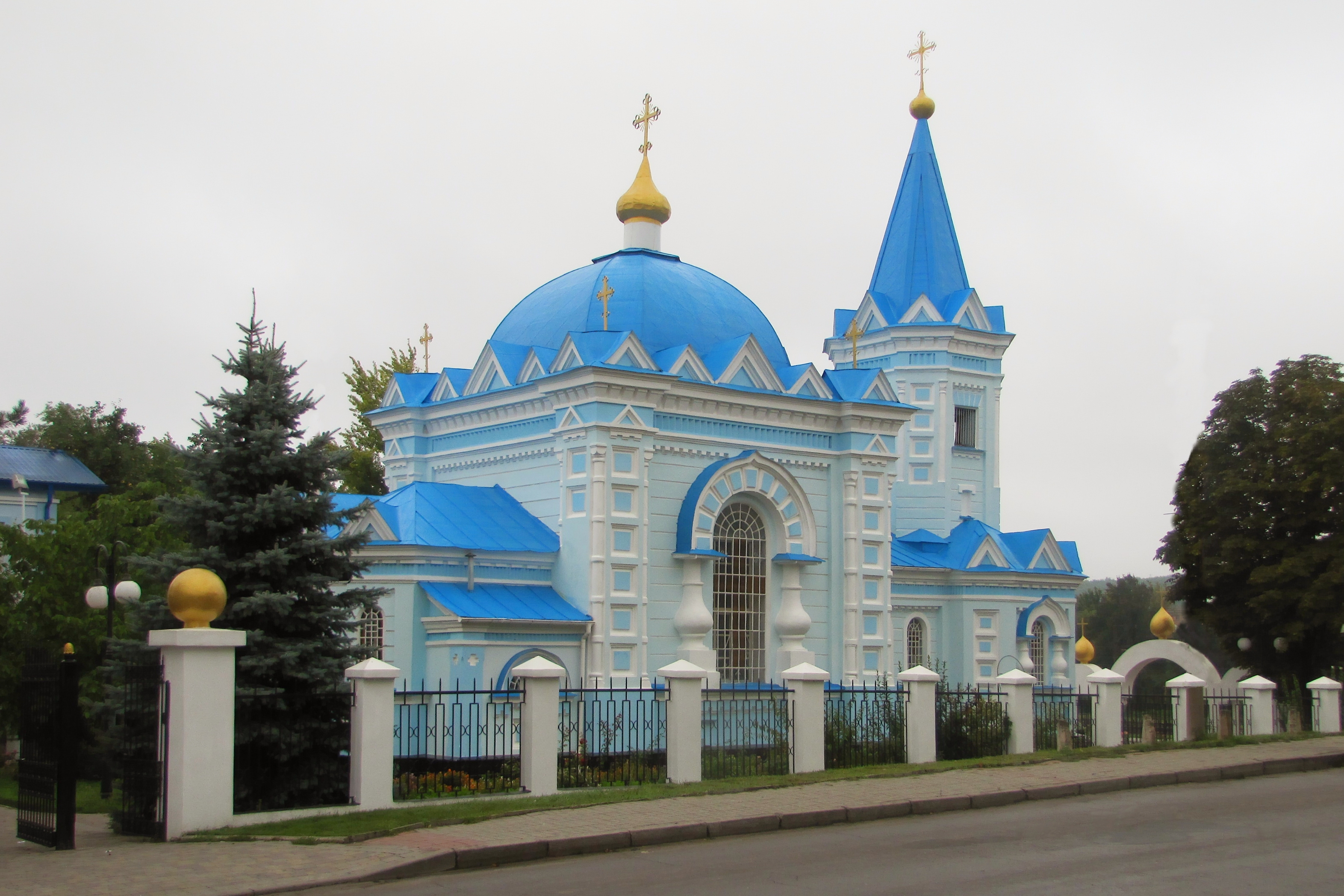
Свято-Костянтино-Єленінський Храм

№ 105а — Пам'ятка архітектури Харкова. Храм апостола і євангеліста святого Іоанна Богослова, побудований у 1879 році, можливо, за проєктом архітектора Ф. І. Данилова. Належить до Православної церкви України. Перший дерев'яний храм Іоанна Богослова у слободі Іванівка був освячений у 1680 році. У 1762 році церква була відновлена. До цієї церкви ходив мандрівний філософ Григорій Сковорода, у період вчителювання в Харківському колегіумі.

№ 199 — Свято-Костянтино-Єленінський Храм. Пам. арх. Храм побудований у 1907 році, архітектор В. Х. Нємкін. Належить до Московського патріархату.

## Заклади культури
№ 83а — Колишній «Палац Робітника», пам'ятка архітектури національного значення. Побудований у 1928—1932 роках за проєктом архітектора О. І. Дмитрієва, за участю Верюжського В. В. Один із найкращих зразків конструктивізму в Харкові. Стіни фоє прикрашають панно Євгена Лансере. Під час війни Будинок культури потерпів від німецьких окупантів. Після війни його було відновлено. У 1967 році при БК було відкрито Музей історії Південної залізниці. Нині БК залізничників перетворений на Центральний будинок науки і техніки Південної залізниці.

№ 90 — Палац спорту «Локомотив». Спортивний комплекс на цьому місці започатковано в 1923 році. Робітнича молодь на суботниках побудувала спортивний майданчик, який користувався популярністю у місцевих жителів. Згодом побудували огорожу й глядацькі трибуни. У 1967—1972 роках були зведені Палац спорту й плавальний басейн, у 2004 році — Палац спорту «Локомотив» імені Г. М. Кірпи.

## Пам'ятники
- Велика Панасівська, № 89 — Пам'ятник робітникам вагонних майстерень, в пам'ять про події 1917—1920 років. Встановлений на території Харківського вагонобудівного заводу у 1925 році.
- № 89 — Пам'ятник робітникам вагоноремонтного заводу, які загинули в роки Великої Вітчизняної війни. Також на території вагонобудівного заводу. Ск. Савенков В. Я. 1967 рік.
- № 106 — Пам'ятник робітникам електроапаратного заводу, які загинули в роки Великої Вітчизняної війни, на території заводу. 1974 рік.
- № 83а — Раніше перед БК Залізничників стояв пам'ятник (погруддя) І. Ф. Котлову. Скульптор Б. П. Корольков, архітектор М. Д. Коллі, встановлений у 1958 році. Процес самовільного повалення пам'ятників комуністичним діячам, започаткований Євромайданом, прийшов і в Харків. 18 травня 2015 року пам'ятник Котлову був повалений невідомими особами[4].

## Підприємства
№ 29 — Харківський дослідний завод технологічного оснащення.

№ 76 — До 2007 року за цією адресою розташовувався Іванівський пивоварний завод. Це була пам'ятка архітектури з охоронним № 583. Він був заснований у 1886 році купцем 2-ї гільдії, гласним Харківської міської думи Іваном Єгоровичем Ігнатищевим. Виробничий корпус заводу був побудований у 1913 році за проєктом інженера-архітектора Комарницького. Н ті роки це було велике підприємство, знане високою якістю продукції. У 1920-і роки завод увійшов до складу Держпивтресту «Українська Нова Баварія» під назвою «Броварня № 2», пізніше «Пивзавод імені 1-го Травня». У 1990-і роки завод прийшов у занепад. Крім нього, в Харкові існував Ново-Баварський пивзавод, також був побудований великий Роганський пивзавод. У 2004 році суд признав Іванівський пивзавод банкрутом. Підприємство було ліквідоване, завод зруйнували і побудували на його місці житловий комплекс.

№ 87/89 — Харківський вагонобудівний завод.

№ 112 — Харківське казенне експериментальне протезно-ортопедичне підприємство.

№ 222 (191) — Харківський бронетанковий ремонтний завод, ДП.

№ 236 — Харківський комбікормовий завод.

## Транспорт
Великою Панасівською вулицею з 1909 року ходить трамвай. Зараз це маршрути 1, 12, 20. Там, де до Великої Панасівської дотикаються Лозівська і Пащенківська вулиці, розташована кінцева зупинка («Іванівка») маршруту № 1.
Також ходять автобуси маршрутів 40е, 61е, 97е, 250е, 277е, 282е, 302е, 303е.
Зупинки громадського транспорту:

пров. Лосівський — пров. Різниківський — вул. Мала Панасівська — Панасівка — пров. Альбівський — вул. Сотника Костюченка — Іванівка — вул. Лозівська — вул. Червономаяцька — пров. Динамічний — вул. Комишанська — пров. Беринговий — вул. Лук'янівська — Військове містечко — Північний Пост.